# イージー・フイルム
株式会社イージー・フイルム（英: E&G FILMS）は、かつて存在した日本のアニメ制作会社。

## 略歴
1971年から仕上げスタジオとして活動していた「有限会社イージー・ワールド・プロ」が、東映動画（後の東映アニメーション）出身で、西ドイツなどでも活躍したアニメーターの村田四郎を中心に作画制作部を立ち上げ、窪詔之の指導の下、「シルバーホークス」「サンダーキャッツ」「カラテカット」など、米国ランキンバス・プロのアニメーション制作を通じて徐々に作画制作部門を整備した。さらに小山信夫、大地丙太郎らとともに創立した撮影スタジオ「株式会社ラッキーモア」を吸収合併して、1988年7月に「株式会社イージー・フイルム」として発足。代表取締役社長には萩原攷司が就任し、発足時の取締役は大地と小山が務めた。
こうして作画・演出・仕上・撮影部門と一貫した制作体制が整い、テレビシリーズの製作を丸ごと下請けするグロス請けが可能となって、当初はシンエイ動画の『おぼっちゃまくん』などの制作に協力した。1990年代になると、シリーズ単位のアニメーション制作の元請けを担当できるまでに成長し、海外映画の配給を行うエノキフイルムや、テレビ東京やその子会社であるテレビ東京ソフトウェア（後のテレビ東京メディアネット）が企画したアニメーションの制作を多く担った。
本社は東京都武蔵野市西久保1丁目6番22号 太陽ビル3階、演出・作画部は同市西久保１丁目6番25号 西川ビル3階に置かれ、海外にはインドネシアのジャカルタに現地法人「P.T BINTANG JENAKA CARTOON FILM（ビンタン・ジュナカ・カートン・フィルム〈BJCF〉）」を設立し、自社のテレビアニメ作品の動画・仕上げ・背景作業を可能にした。
1990年代のイージー・フイルムが手掛けた仕事の多くは、角川書店グループやキングレコード、そして前述のテレビ東京ソフトウェアなどが企画・制作したメディアミックス企画におけるアニメ作品の制作であった。中でも同社にとって代表作となったのは、1995年から1997年にかけてのテレビアニメ『スレイヤーズ』シリーズ3部作である。中でも第1作『スレイヤーズ』・第2作『スレイヤーズNEXT』については原作ファン・アニメファン双方から高い支持を受け、文庫原作のメディアミックス作品としては異例と言われる程の大きな成功を収める人気作となった。
とはいえ、メディアミックス業界発展期の1990年代の作品は全般に企画立案から放映開始までのスケジュールが極めて短期間であり、アニメシリーズの制作も2クールの規模であっても低予算・短納期・納期厳守の実際には小規模な企画が多く、出版社などの事実上の下請けとして活動している企業にとって収益性・効率性は決して高いものではなかった。そして『スレイヤーズ』シリーズに続いて企画された1998年の『ロスト・ユニバース』第4話で、下請け先による作画崩壊が発生した。
2002年以降は他社作品の下請け作業や、アニメシアターX（AT-X）の『著名作家シリーズ』など、CSのアニメ専門チャンネルの低予算・小規模な作品を中心に手がけ、最終的には2002年12月から2003年3月にかけて放映された『バロムワン』を最後に解散した。その後も法人自体は存続していたが、2025年1月24日付で登記記録の閉鎖を理由として法人格も消滅した。

## 作品

### イージー・フイルム時代

#### テレビアニメ
| 開始年 | 放送期間         | タイトル                                  | 監督                    | アニメーション プロデューサー | 原作             |
| ------ | ---------------- | ----------------------------------------- | ----------------------- | ----------------------------- | ---------------- |
| 1992年 | 4月 - 10月       | 見ると強くなる 痛快!横綱アニメ ああ播磨灘 | 岡﨑ゆきお              | 萩原致司                      | 漫画             |
| 1992年 | 10月 - 1993年4月 | スペースオズの冒険                        | 吉川惣司（総） 奥村吉昭 | 萩原致司                      | 児童文学         |
| 1993年 | 10月 - 1994年3月 | 楽しいウイロータウン                      | 小華和ためお（総）      | N/A                           | 児童文学         |
| 1994年 | 4月 - 1995年3月  | 銀河戦国群雄伝ライ                        | 奥田誠治                | N/A                           | 漫画             |
| 1995年 | 4月 - 9月        | スレイヤーズ                              | 渡部高志                | 萩原致司                      | 小説             |
| 1996年 | 4月 - 9月        | スレイヤーズNEXT                          | 渡部高志                | 岡田修一                      | 小説             |
| 1997年 | 4月 - 9月        | スレイヤーズTRY                           | 渡部高志                | 岡田修一                      | 小説             |
| 1997年 | 10月 - 1998年5月 | フォーチュン・クエストL                   | 渡部高志（総） 佐藤英一 | 萩原攷司 岡田修一             | 小説             |
| 1998年 | 4月 - 9月        | ロスト・ユニバース                        | 渡部高志                | 岡田修一                      | 小説             |
| 2000年 | 4月 - 10月       | ファーブル先生は名探偵                    | 古川政美                | 東道泰                        | 昆虫記           |
| 2000年 | 10月 - 2001年3月 | 無敵王トライゼノン                        | 渡部高志                | 岡田修一                      | メディアミックス |
| 2002年 | 2月 - 5月        | 幻魔大戦 神話前夜の章                     | 冨永恒雄                | 萩原攷司 岡崎ゆきお           | 漫画             |
| 2002年 | 3月 - 9月        | サイキックアカデミー煌羅万象              | 山崎茂                  | 萩原攷司                      | 漫画             |
| 2002年 | 4月 - 8月        | ワイルド7 another -謀略運河-              | 渡辺純央                | N/A                           | 漫画             |
| 2002年 | 12月 - 2003年3月 | バロムワン                                | 冨永恒雄                | 荻原攷司 Paul Park            | 漫画             |

#### 劇場アニメ
- 怒りの大地 （1987年）
- 筑紫の磐井－大和政権に挑戦した古代九州の雄－
- 賀川豊彦の生涯－われ日日に死す－
- 翔べ!ペガサス 心のゴールにシュート（1995年）

#### OVA
- Memories Off（2001年 - 2002年）

#### 下請け作品
- はだしのゲン 仕上協力
- レイナ剣狼伝説II　制作協力
- 銀河英雄伝説　制作協力
- おそ松くん　制作協力
- おぼっちゃまくん　制作協力・撮影
- バケツでごはん　制作協力
- 時空探偵ゲンシクン　制作協力
- 神秘の世界エルハザード（TV版）　制作協力
  - 神秘の世界エルハザード2　制作協力
- 今、そこにいる僕　制作協力
- 桃太郎伝説　制作協力・撮影
  - PEACH COMMAND 新桃太郎伝説　撮影
- 魔術士オーフェン　制作協力
  - 魔術士オーフェン Revenge　制作協力
- 突撃!パッパラ隊　制作協力
- 聖ルミナス女学院　制作協力
- 少女革命ウテナ　制作協力
- ゴクドーくん漫遊記　制作協力
- それゆけ!宇宙戦艦ヤマモト・ヨーコ　制作協力
- チャンス〜トライアングルセッション〜　制作協力
- テニスの王子様　制作協力
- EAT-MAN'98　仕上げ
- ミスター味っ子　仕上げ
- 爆走兄弟レッツ&ゴー!!　仕上げ
- 鉄拳チンミ　撮影
- からくり剣豪伝ムサシロード　撮影
- マッハGoGoGo<1997年版>　動画・仕上げ
- ジバクくん　仕上げ
- るろうに剣心 -明治剣客浪漫譚-　動画・仕上げ
- ケロケロちゃいむ　動画
- モジャ公　動画
- まじかるハット　撮影
- 美味しんぼ　撮影
- おやゆび姫物語　撮影
- らんま1/2熱闘編　撮影
- ストリートファイターIIV　動画
- 逮捕しちゃうぞ　動画・仕上げ
- ついでにとんちんかん　動画・撮影

### イージー・ワールド時代
- 怪物くん
- ゲームセンターあらし
- パーマン
- ドラえもん
  - ドラえもん のび太の恐竜
  - ドラえもん のび太の宇宙開拓史
  - ドラえもん ぼく、桃太郎のなんなのさ
- 風の谷のナウシカ
- エースをねらえ!<映画版>
  - 新エースをねらえ!
- ルパン三世 ルパンVS複製人間
  - ルパン三世 カリオストロの城
  - ルパン三世 バビロンの黄金伝説
- うる星やつら
  - うる星やつら2 ビューティフル・ドリーマー
- まんがことわざ事典
- らんぽう
- さすがの猿飛
- おれは鉄兵
- ついでにとんちんかん
- タッチ
- キャプテン翼
- 空手バカ一代
- ハイスクール!奇面組
- 伊賀のカバ丸
- ホワッツマイケル
- ベルサイユのばら
- ガラスの仮面
- ムーの白鯨
- 名探偵ホームズ
- 鉄腕アトム<第2作>
- 機甲戦記ドラグナー
- ダーティペア
- まんが日本絵巻
- 新みつばちマーヤの冒険
- 黄金戦士ゴールドライタン
- 荒野の少年イサム
- 魔法の妖精ペルシャ
- ドラゴンズヘブン
- サンダーキャッツ
- カラテカット

### ラッキーモア時代
- 火垂るの墓
- ブラックマジック M-66
- 11人いる!

## 事業所
東京本社
- 東京都武蔵野市西久保1丁目6番22号 太陽ビル3階

演出・作画部
- 東京都武蔵野市西久保1丁目6番25号 西川ビル3階

ジャカルタ本社（P.T BINTANG JENAKA CARTOON FILM）
- JL.PETA BARAT NO.88 KALIDERES JAKARTA 11830  INDONESIA